# Chiostro di Sant'Agostino alla Zecca
Il Chiostro di Sant'Agostino alla Zecca è un chiostro monumentale di Napoli ubicato in via Sant'Agostino alla Zecca, presso l'omonima basilica.
Il complesso fu edificato nel rione di Forcella alla fine del XIII secolo per volere di Carlo I d'Angiò.Completamente rifatto dall'architetto regio Giovan Giacomo di Conforto nel 1624 e durante la prima metà del XVII secolo fu completamente trasformato su progetto di Bartolomeo Picchiatti e Francesco Antonio Picchiatti, su commissione degli Agostiniani, secondo i canoni del barocco napoletano. 
Il progetto prevedeva due chiostri, di cui uno a pianta quadrata, tutt'oggi esistente, delimitato da sedici colonne tuscaniche in marmo con pilastri angolari della stessa pietra; tutto era collocato su piedistalli distanziati dalla balaustra in marmo. Le colonne sorreggono archi e il cornicione in piperno; sul cornicione sono incisi alcuni oggetti sacri, mentre nei peducci degli archi sono scolpiti i principali santi eremitani. 
Al centro vi erano un giardino e un pozzo ormai non più visibili.
Il secondo chiostro fu demolito durante la costruzione di corso Umberto I.